# Tetrix guibeiensis
Tetrix guibeiensis är en insektsart som beskrevs av Zheng, Z., Lu och Li 2000. Tetrix guibeiensis ingår i släktet Tetrix och familjen torngräshoppor. Inga underarter finns listade i Catalogue of Life.